# Steinforth-Rubbelrath

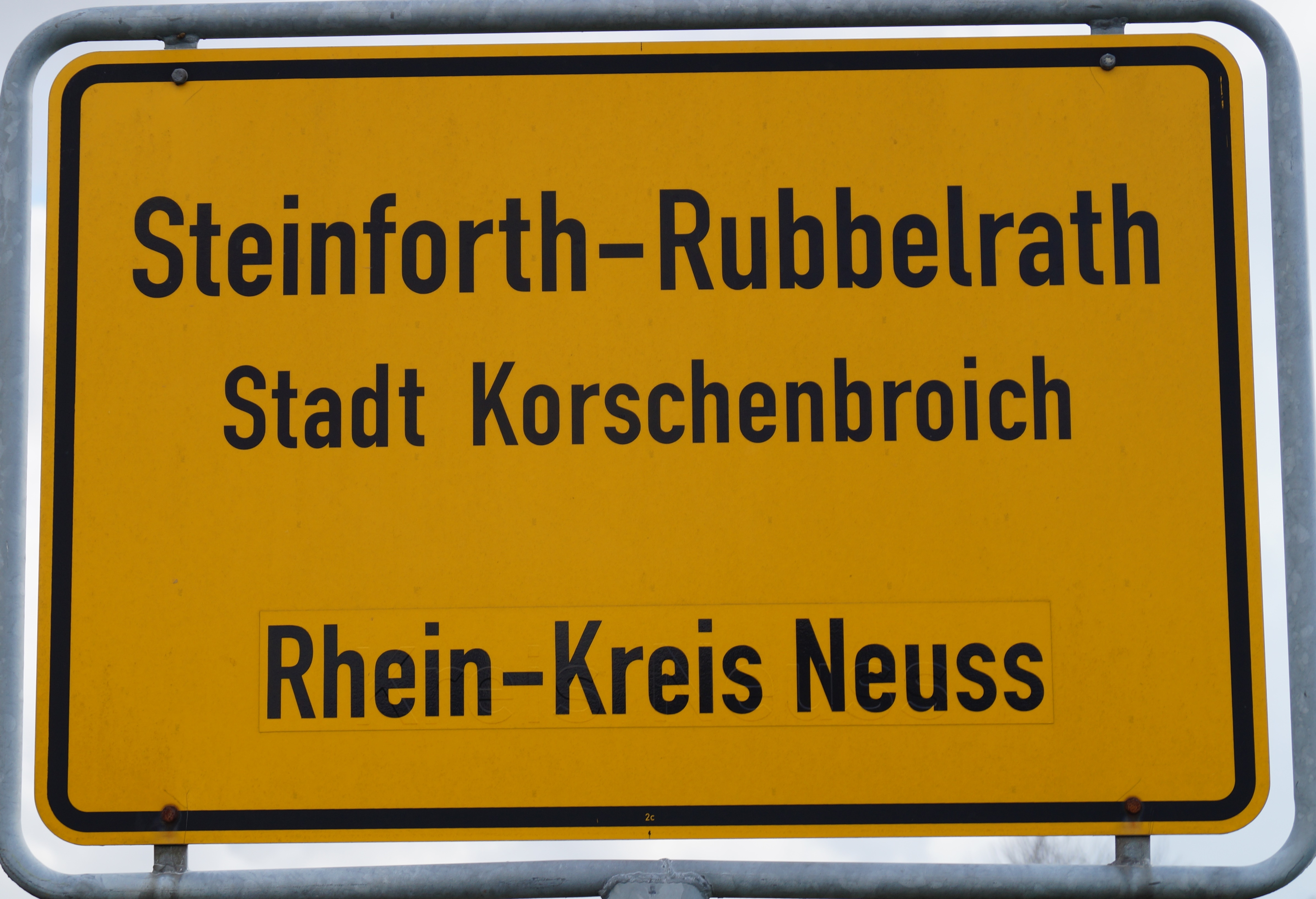
Ortseingang Steinforth-Rubbelrath

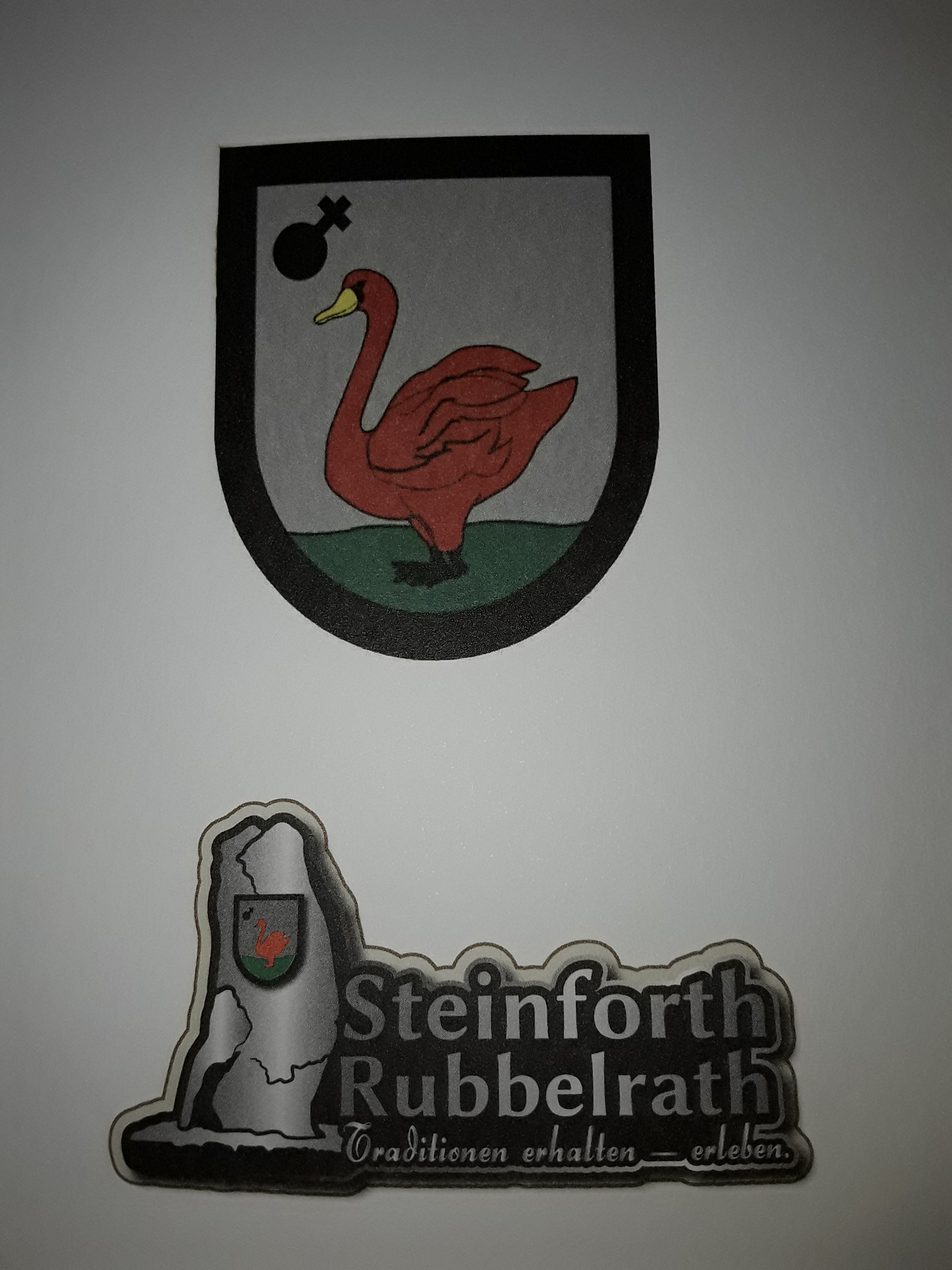
Offizielles Wappen der Doppeldörfer seit 20. Mai 2000 sowie Leitspruch der Orte

Steinforth-Rubbelrath ist ein Ortsteil im Süden der Stadt Korschenbroich im nordrhein-westfälischen Rhein-Kreis Neuss.
Angrenzende Ortschaften sind  Schlich und Wallrath sowie das Wasserschloss Dyck, die alle zur Stadt Jüchen gehören, sowie Glehn und Liedberg, die wie Steinforth und Rubbelrath zur Stadt Korschenbroich zählen.
In dem Doppeldorf leben 660 Personen (Stand: 2014). Durch beide Teile fließt der Kommerbach.

## Einrichtungen

### Religion/Glaube
Kirchenrechtlich gehört Steinforth-Rubbelrath zur katholischen Pfarrei St. Pankratius Glehn im Erzbistum Köln.
Der größte Anteil der Bewohner ist dem Christentum zuzuordnen.
Die St. Josef-Kapelle an der Josefstraße ist das religiöse Gotteshaus beider Dörfer.

### Kultur und Sport
Ein Teil des kulturellen Lebens wird von der St. Sebastianus Bruderschaft Steinforth-Rubbelrath getragen, die auch das alljährliche Schützenfest am zweiten Wochenende nach Pfingsten ausrichtet.
Auch der Grenadierzug „Op' Zack“, welcher 2014 gegründet wurde, ist hier zu Hause und repräsentiert mit 14 Mitgliedern das Dorf.
Als Begegnungsstätte und Veranstaltungsraum fungiert die „Alte Schule“.
Im Doppeldorf gibt es den TV Steinforth-Rubbelrath e. V. 1974 sowie den Karate-Dojo Heian e. V. 1985 als Sportvereine, und den 1923 gegründeten Kirchenchor „Cäcilia“.

### Gesellschaft
In beiden Dörfern gibt es keine Gaststätten mehr, mit denen sie früher durchaus gut versorgt waren. Bekannte Wirtshäuser waren die Gaststätten von Jakob Esser und Hans Kirchmann, beide in Rubbelrath gelegen, sowie die „Restauration zum Schwanen“ und als jüngste die Gaststätte „Alte Post“ in Steinforth.

### Infrastruktur
Es gab in dem Doppeldorf mehrere Lebensmittelläden, von denen keiner mehr besteht.
Zur Tradition der Doppeldörfer gehören die  Bauernhöfe, die auf fruchtbarem Lößböden mit moderner  Ausstattung Viehwirtschaft (Rinder, Milchwirtschaft, Ziegen) und Landwirtschaft (Möhren, Getreide, Zuckerrüben) betreiben.

## Geschichte

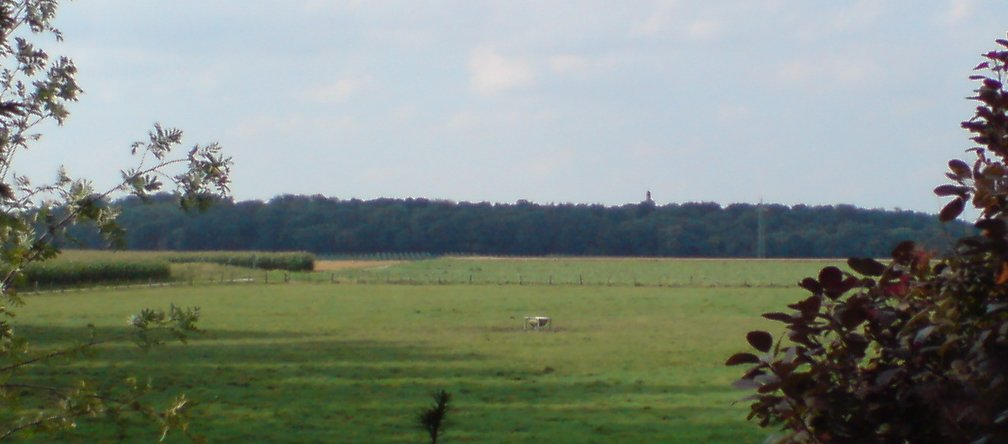
Ansicht des Liedberg von Süden (Rubbelrath)

In Steinforth-Rubbelrath liegt eine ausgedehnte Trümmerstelle aus der Römerzeit. Da alle Trümmerstellen im Raum Korschenbroich-Glehn nur durch Einzel- und Oberflächenfunde erfasst sind, ist eine archäologische Auswertung noch nicht erfolgt.
Im Jahre 1166 wurde Steinforth erstmals als Steinuurthe erwähnt. Der Name bedeutet eine mit Steinen gesicherte Furth durch den Kommerbach, die vermutlich auf eine Römerstraße zurückzuführen ist. Ursprung des Dorfes war der Steinforther Hof, ein Liedberger Ritterlehen, das 1575 als bäuerlicher Besitz erwähnt wurde.
Der Name Rubbelrath weist auf eine mittelalterliche Rodung hin. Von 1435 ist der Name Robelray überliefert.
Im Jahr 1804 lebten in Steinforth 232 und in Rubbelrath 85 Personen.
Nach der kommunalen Gebietsreform in Nordrhein-Westfalen wurde Steinforth-Rubbelrath am 1. Januar 1975 ein Teil der neu gebildeten Gemeinde Korschenbroich; bis dahin hatten sie zur Gemeinde Liedberg gehört. Korschenbroich wurde am 1. Januar 1981 zur Stadt erhoben.

### Sprache
Südlich der so genannten Benrather Linie, die nur wenige Kilometer nördlich von Steinforth-Rubbelrath verläuft, unterhält man sich in einem ripuarischen Dialekt mit deutlich kölschem Einfluss.

### Bauwerke
- Kommerhof – dieser befindet sich im Tal des Kommerbachs, bei Rubbelrath. Der Kommerhof ist ein ehemaliges erzbischöfliches Tafelgut
- Altes Schulgebäude-Backsteingebäude von 1849, befindet sich in Steinforth, An der Bleiche 1, Denkmalliste der Stadt Korschenbroich Nr.: 156 vom 28. Februar 1990
- Filialkirche St. Josef in Steinforth, Einweihung am 24. September 1964
- Wegekreuz aus Liedberger Sandstein von 1863, befindet sich mitten in Rubbelrath, Denkmalliste der Stadt Korschenbroich Nr.: 75 von 1985

## Verkehr
Die nächste Autobahnanschlussstelle ist Grevenbroich-Kapellen auf der Bundesautobahn 46.

## Persönlichkeiten
Söhne und Töchter

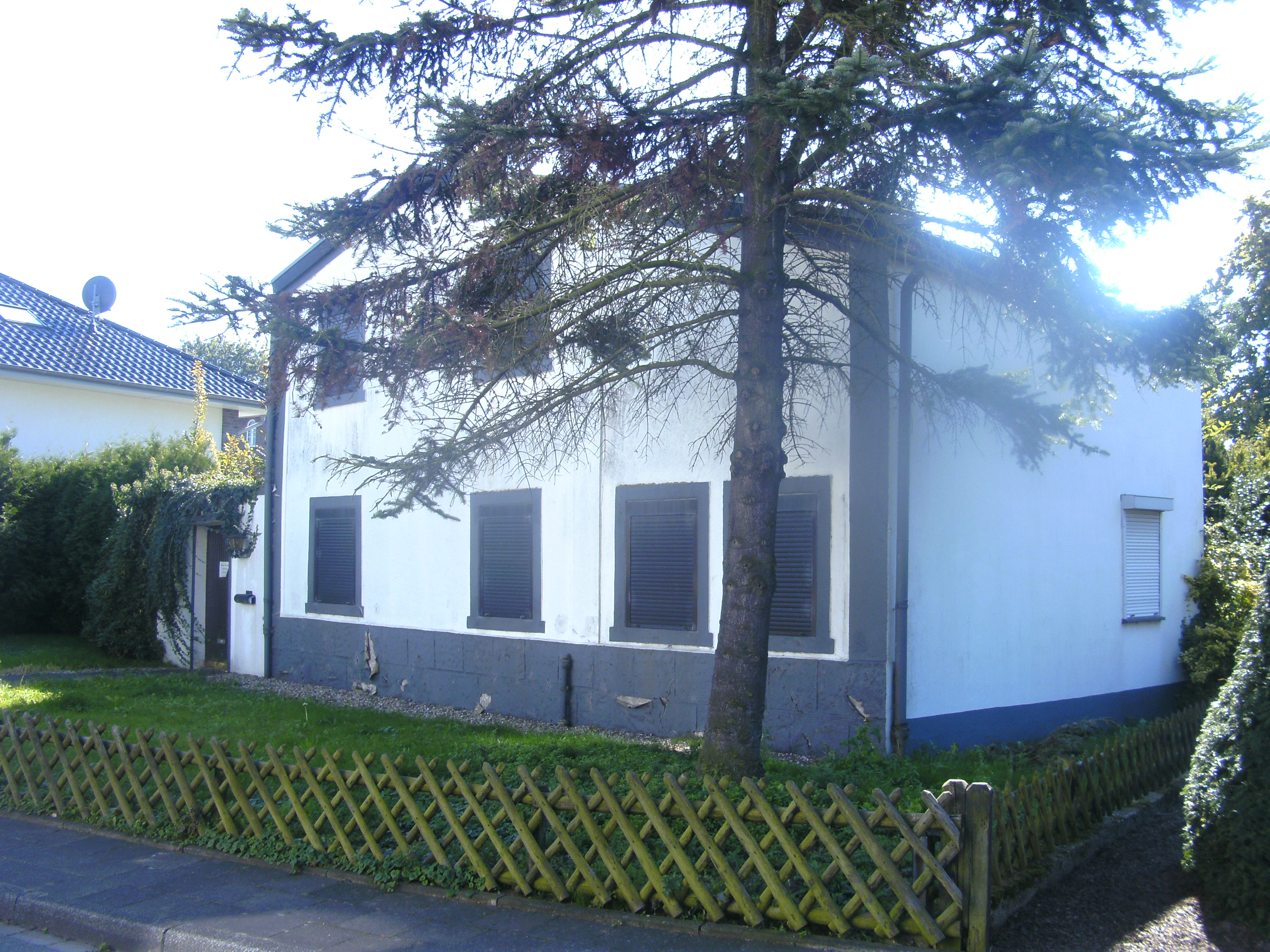
Das Geburtshaus von Peter Weiand stand „An der Bleiche“.

- Das Geburtshaus von Peter Weiand stand „An der Bleiche“.Peter Weiand (1919–1990), deutscher Unternehmer, Sportfunktionär und Präsident des 1. FC Köln
- Christopher Humpesch (2020, 2021, 2022) Jungkönig des Grenadierzugs „Op Zack“